# Variansanalys
Variansanalys (eller ANOVA från engelskans analysis of variance) är en samling statistiska metoder för hypotesprövning. Variansanalys kan användas för att undersöka skillnader i medelvärde och varians mellan två eller fler populationer.  
Post hoc-tester
Används om ANOVAN är signifikant och man vill veta var de signifikanta skillnaderna finns någonstans.  
- Fischers LSD (Least Significant Difference): Används om antal grupper är minst tre. Har stark power. Är mindre konservativt.
- Tukeys HSD (Honest Significant Difference): Har låg power. Är konservativt.
- REGWQ: Mindre konservativ än Tukey, har högre power.
- Scheffé: Väldigt konservativ. Ökänt svårt att hitta signifikans. Passar bra för data med olika stora grupper.
- Dunnet: Parvisa jämförelser mellan specifik grupp och alla andra kontrollgrupper.